# Aranguren
Aranguren település Spanyolországban, Navarra autonóm közösségben. Aranguren Pamplona, Galar, Valle de Elorz / Elortzibar, Unciti, Izagaondoa, Valley of Lizoain és Egüés községekkel határos. Lakosainak száma 12 787 fő (2024).

## Népesség
A település népessége az elmúlt években az alábbi módon változott:
| Lakosok száma | 3943 | 5263 | 6483 | 7139 | 8092 | 8982 | 10 239 | 10 859 | 12 156 | 12 787 |
|               | 2001 | 2004 | 2007 | 2009 | 2012 | 2014 | 2017   | 2019   | 2022   | 2024   |